# Lancelot van Casteau

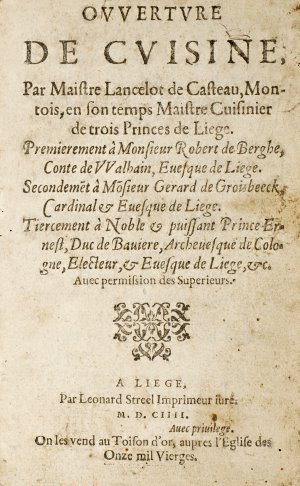
Ouverture de cuisine (1604)

Lancelot van Casteau (Casteau, 16e eeuw – Luik, 1613) was de meester-kok van drie prins-bisschoppen van Luik. Zijn kookboek Ouverture de cuisine werd een standaardwerk voor banketten in het ancien régime.

## Levensloop
Lancelot werd geboren in Casteau, nabij Bergen, in de Spaanse Nederlanden. Hij verhuisde naar het prinsbisdom Luik, waar hij kok en pasteibakker werd van Robert van Bergen, prins-bisschop van Luik. Lancelot werkte zich op tot meester-kok (maître cuisinier) en lid van de gilde van bakkers van Luik. Als meester-kok werkte hij ook voor Gerard van Groesbeek en Ernst van Beieren, de twee volgende prins-bisschoppen. In 1571 werd hij burger van de stad Luik. Hij was bemiddeld en kocht zich een huis.
Hij werd bekend in zijn tijd en nadien, voor de publicatie van zijn kookboek Ouverture de cuisine (1604). Dit werk wijdde hij aan Jan Curtius, een rijke wapenhandelaar die ook bekend stond voor het houden van banketten in Luik. Het boek behandelt de bereiding van twee banketten waarvan één het hofbanket van 1557 ter gelegenheid van de inhuldiging van Robert van Bergen. Het boek bevat drie hoofdstukken, waarvan één uitgebreid hoofdstuk over gebak, soezen en taarten. Honderddrieëntachtig recepten zijn in totaal beschreven, waaronder vier met aardappelen. Het gaat om enkele van de vroegste gerechten met tartoufles, zoals aardappelen toen heetten in het Frans. Hij had ze in 1557 al bereid voor Robert van Bergen.
In de 17e eeuw verschenen twee boeken die de Ouverture de cuisine becommentarieerden.